# Orahovljani (Donji Vakuf, BiH)
Orahovljani su naseljeno mjesto u općini Donji Vakuf, Federacija Bosne i Hercegovine, BiH.

## Stanovništvo

### 1991.
Nacionalni sastav stanovništva 1991. godine, bio je sljedeći:
ukupno: 129
- Srbi - 126
- Jugoslaveni - 2
- ostali, neopredijeljeni i nepoznato - 1

### 2013.
Nacionalni sastav stanovništva 2013. godine, bio je sljedeći:
ukupno: 16
- Bošnjaci - 16